# Questione giottesca

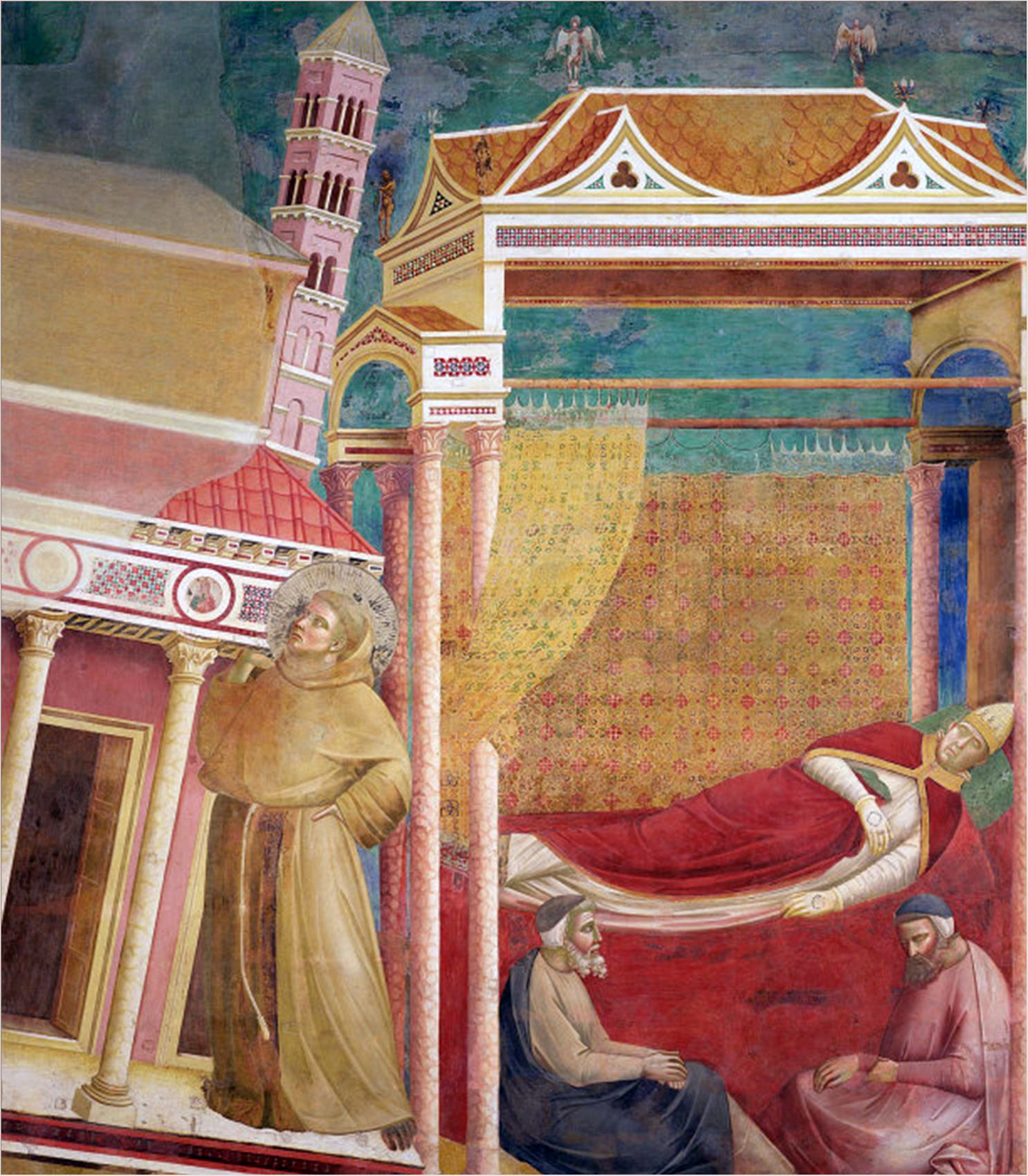
Il sogno di Papa Innocenzo III, basilica superiore di Assisi

La cosiddetta questione giottesca è un problema degli studi sulla storia dell'arte nata dall'attribuzione a Giotto o meno degli affreschi della Basilica superiore di Assisi, e se sì in quale misura rispetto ai suoi collaboratori in un'opera tanto vasta.
Sono così sorte delle questioni relative all'organizzazione dei cantieri artistici, dal Medioevo in poi, al ruolo dei maestri e ai compiti degli aiuti, all'effettiva applicabilità del concetto di "autografia" di queste grandi opere a un singolo maestro. La questione può essere estesa a tutta la pittura antica e rinascimentale.

## Problemi aperti
Premesso che nulla può mai essere affermato con sicurezza senza documenti precisi, in sostanza si tratta di stabilire quali opere o parti di un'opera del pittore possano essere attribuite con ragionevole certezza all'autore stesso o ai suoi aiuti, quando non appartenga del tutto ad un'altra mano se non bottega.
Per quanto riguarda Assisi in particolare non si sa con certezza se Giotto avesse già collaborato con Cimabue nella Basilica Inferiore e se, ed in quali parti, nella fascia alta di affreschi della Basilica Superiore.
Per quanto riguarda la fascia bassa di affreschi della Basilica Superiore, che rappresentano la vita di San Francesco, la tradizione li attribuisce a Giotto stesso (ed è questa l'ipotesi più seguita) ma si è anche fatto il nome di Pietro Cavallini, pittore attivo a Roma (suoi gli affreschi nella basilica di Santa Cecilia in Trastevere), più anziano di Giotto, e che Giotto stesso conobbe probabilmente a Roma.
Senza poter dare risposte precise, ecco alcuni termini della questione:
- Giotto, fino a che non ebbe lo status giuridico di magister, non poté neppure avere una reale autonomia né artistica né imprenditoriale; era il magister che firmava, come imprenditore, tutti i contratti della “bottega”.

- Per loro stessa natura, i grandi affreschi richiedevano il concorso di molti, con diversi ruoli, dai più umili a quelli più propriamente artistici e che questo concorrere di varie mani doveva essere più frequente in grosse imprese (anche commercialmente) in cui poteva capitare che si assumessero varie commissioni contemporaneamente.

- La grande fama che Dante attribuì a Giotto già nell'anno 1300, quello del primo giubileo, derivava forse dal fatto che questi fu chiamato da Bonifacio VIII a Roma proprio in quell'importante evento; il che spiegherebbe anche il suo abbandono del ciclo di Assisi, terminato quasi certamente da un gruppo di pittori diverso da quello che l'aveva iniziato.

- Secondo alcuni Giotto era troppo giovane per poter avere un incarico così importante ma secondo altri non era così in quell'epoca, in cui a 50 anni si era già considerati vecchi e a 25/30 anni si era certamente uomini decisamente maturi. Si è notato che nello stesso ciclo di Assisi San Francesco è rappresentato imberbe nei primi tre episodi, quando era poco più che un adolescente e come un vecchio canuto e piegato negli ultimi, e San Francesco morì a 44/45 anni.

- La concezione generale del ciclo di Assisi è abbastanza unitaria, nei significati e nello stile, da far pensare, come è logico, ad un'unica mente organizzatrice.

- Si è osservato che Cavallini, da quanto si conosce, era ancora forse troppo attaccato alla tradizione per poter essere incaricato di cose “nuove” sia iconograficamente che nello stile. La novità in Giotto era nel suo modo di vedere le cose, collocate in uno spazio e in un tempo sempre più precisi.

- Giotto stesso, infine, potrebbe aver chiamato a collaborare ad Assisi Cavallini o qualcuno della sua bottega scegliendolo tra i suoi collaboratori migliori.

## La gerarchia nei cantieri
Grazie a un documento su Giotto, riferito ai lavori presso Castel Nuovo a Napoli, e ad altri documenti e testimonianze relative ad altri maestri, si è potuto inquadrare la struttura organizzativa dei cantieri di pittura. Esisteva infatti il protomagister, una specie di capo maestro che si occupava di determinate operazioni, in questo caso delle pitture; egli si occupava del punto di vista progettuale e organizzativo, arrivando a lavorare anche su tre cantieri contemporaneamente (come nel caso di Napoli). Sotto il protomagister esisteva una struttura gerarchicamente organizzata da molti maestri pittori, maestri manovali e semplici inservienti, i quali lavoravano su pianificazione, solo in alcuni giorni nei quali fosse stata necessaria la loro opera.
L'attività quindi manuale del capo maestro era presente solo in alcune fasi, in particolar modo nella progettazione; gli spettava inoltre il ruolo (sempre facendo fede ai documenti che ci sono pervenuti) di "normalizzatore", cioè di incaricato a far sì che il risultato finale fosse omogeneo, con un livellamento delle inevitabili varianti esecutive del lavoro dei vari addetti: abbiamo un'esplicita menzione di tale funzione in un documento relativo a Lippo di Benivieni del 1313.
Per quanto riguarda la presenza del maestro e degli addetti al cantiere dei lavori ci è pervenuto un prezioso documento del 1347 circa la decorazione a affresco del Palazzo dei Papi di Avignone, con la maestranza di Matteo Giovannetti: su venticinque lavoratori, tre hanno il titolo di maestro, compreso il Giovannetti, ma solo il prothomagister è presente tutti i giorni, mentre gli altri due vi lavorano a intermittenza; essi sono pagati 8 soldi al giorno. Gli altri addetti, pagati dai sei ai due soldi, sono presenti a intermittenza o solo in fase iniziale (montatura dei ponteggi) o finale (smontaggio, rifinitura e pulizia degli ambienti), o solo saltuariamente.
Riassumendo quindi, dai documenti emerge che il capo maestro fosse impegnato in fase di progettazione, poi durante tutto il lavoro dove sorvegliava e normalizzava il lavoro degli altri, infine come autore diretto di alcune parti della decorazione, in particolare per dettagli più difficili come le figure umane, specialmente i volti.
Un'altra figura talvolta menzionata è il sollicitator fabricae, una specie di controllore dell'efficienza del cantiere, finalizzato a una solerte e valida conclusione dei lavori.
Alla realizzazione di grandi opere a affresco partecipavano in genere quindi un grande numero di uomini diversi.

## Divisione dei compiti
Già all'epoca di Diocleziano (243-313), nell'Edictum de Pretiis Rerum Venalium (Editto sui prezzi massimi - 301), dove sono elencati i vari lavori e i rispettivi salari per tutto l'Impero, si parla, a proposito della pittura murale di un pictor parietarius pagato 75 danari e di un pictor imaginarius pagato 150, probabilmente da indicare come rispettivamente l'artefice materiale delle pitture e il progettista o disegnatore.
Cennino Cennini nel suo Libro dell'arte parla da "maestrio" che insegna ad altri uomini come divenire maestri, da intendere come titolare di una bottega o di un cantiere, con i semplici "pittori" a lui sottoposti.
Un altro prezioso documento è il contratto datato 29 giugno 1502 con il quale il futuro Papa Pio III incarica il Pinturicchio di affrescare la Libreria Piccolomini nel Duomo di Siena:
(Da Commentario alla vita di Bernardino Pintoricchio, Gaetano Milanesi)
Questo documento trova riscontro nel filone di frammenti di resoconti di cantieri anteriori fino all'epoca di Giotto, quindi è ragionevole ipotizzare che nei secoli i processi organizzativi dei cantieri siano rimasti immutati.
Ancora più esplicito è il resoconto contenuto nella lettera di Giorgio Vasari a Cosimo I de' Medici, nella quale il pittore aretino specifica le spese e le maestranze necessari per gli affreschi della Cupola di Santa Maria del Fiore (datata 6 giugno 1572). Vi si richiedono, oltre al maestro e ad alcune figure generiche, undici uomini per lo svolgimento dei lavori, tra i quali:
- Almeno tre manovali e muratori per gli intonaci e gli arricciati
- Un maestro d'inportanza, picttore praticho, che stia sempre alla guida del cantiere mentre Vasari sia in terra a fare i cartoni
- Tre maestri picttori per fare panneggi, paesaggi e modelli in cera e in terra (per lo studio delle ombre da parte del Vasari durante il disegno dei cartoni)
- Due maestri picttori per decorazioni astratte, campiture generali, i cieli e le nuvole e per calcare i cartoni, cioè riportare i disegni sulle pareti (fino al XV secolo tramite le sinopie poi con altri metodi, come lo spolvero o l'incisione)
- Due manovali per macinare i colori.

Al maestro restava quindi la realizzazione del progetto generale, dei cartoni, la supervisione, la normalizzazione del lavoro degli altri pittori, e verosimilmente la pittura di particolari particolarmente difficili, soprattutto delle figure umane.
Un'organizzazione come questa (lo stesso Vasari dice come sia una normale prassi in uso anche in altre città) era finalizzata innanzitutto al più veloce compimento dei lavori, con la divisione dei compiti in modo che si potessero contemporaneamente svolgere più operazioni, ma soprattutto che non si sprecassero i preziosi minuti durante i quali era posto l'intonaco a fresco, durante i quali si doveva stendere la pittura senza errori e prima che si asciugasse.

## Disegni preparatori: sono sempre esistiti?

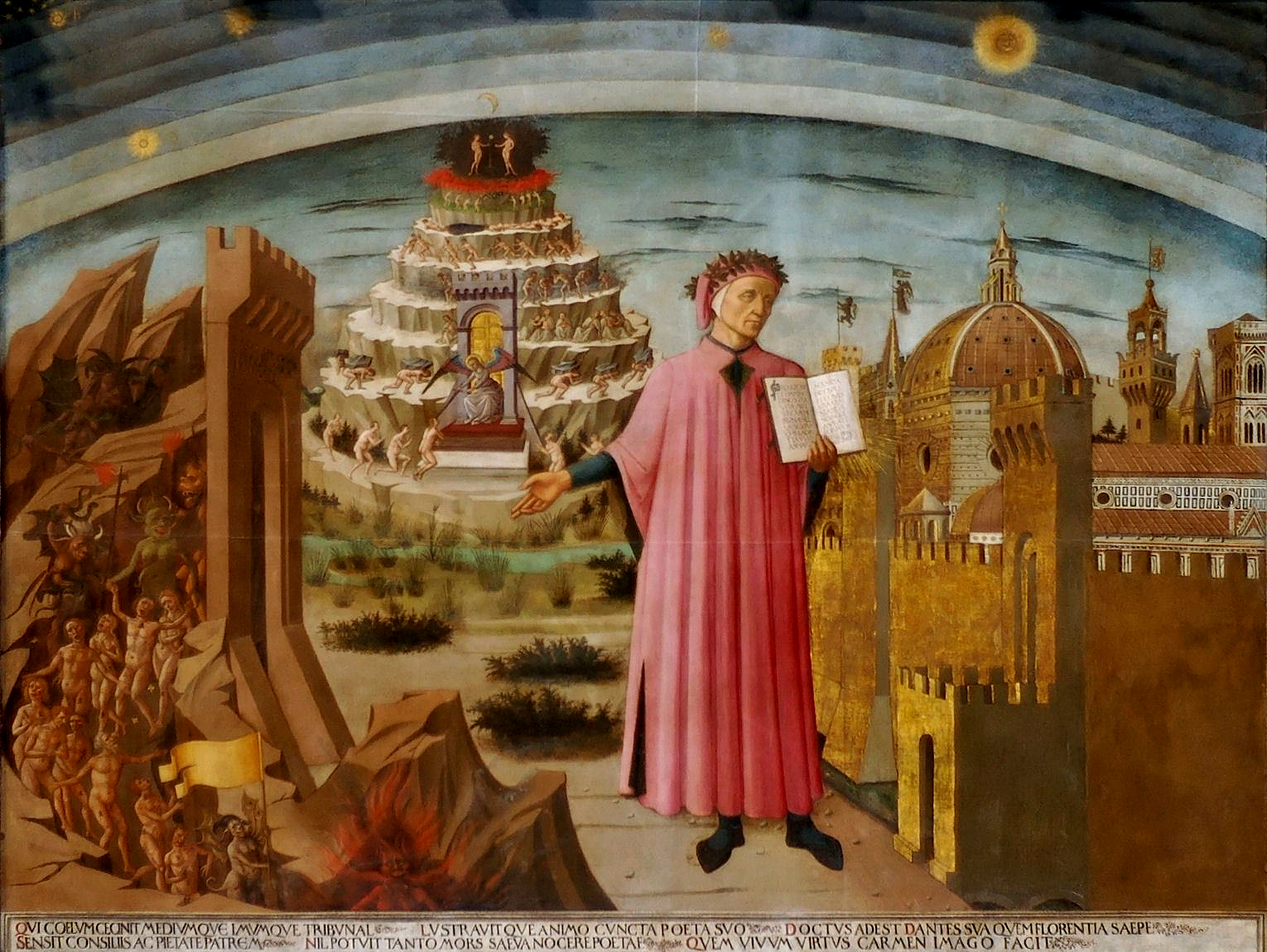
La Divina Commedia di Dante, affresco di Domenico di Michelino nella navata di Santa Maria del Fiore, realizzato su disegno di Alesso Baldovinetti

Tranne pochissime eccezioni, non ci sono pervenuti disegni su carta o pergamena o altro anteriori al XV secolo, per cui spesso si è dibattuto se anticamente i maestri ne facessero uso o meno.
A tale proposito Cennino Cennini, che si rifaceva linearmente alla tradizione giottesca, scriveva come cosa normale l'uso di disegni a grandezza naturale per realizzare casamenti, mentre Giorgio Vasari, descrivendo un affresco incompiuto di Simone Martini, cita come i nostri maestri vecchi fossero soliti fare un disegno dell'opera da realizzare che poi veniva ingrandito sulla sinopia. In un documento dell'archivio di Francesco Datini datato 15 ottobre 1415, gli esecutori testamentari del mercante pratese chiedono ai pittori incaricati di affrescare il Palazzo Datini (Ambrogio di Baldese, Niccolò Gerini, Alvaro di Piero, Lippo d'Andrea e Scolaio di Giovanni) di mostrare loro i disegni preparatori dai quali si potesse valutare e decidere prima della messa in opera del cantiere. Indirettamente anche Dante Alighieri accenna in alcuni passi ai cosiddetti essempla, cioè i disegni sui quali basare la pittura (Purg. XXXII 64-68, Par. XXIV 24-27 e Convivio X 11).
Quindi i disegni avevano a quanto pare una funzione di presentazione del lavoro al committente, ed inoltre erano necessari per organizzare il lavoro valutando quanti uomini e quanti materiali sarebbero stati necessari a realizzarlo, con i relativi costi stimati e il tempo di esecuzione.
Sulla sparizione di questi disegni, si deve tener conto che essi avevano una funzione solo strumentale, che quindi diventavano inutili prototipi una volta che l'affresco era stato messo in opera, spesso magari tagliati, macchiati e sciupati dalla normale usura che il loro utilizzo nel cantiere presupponeva. I disegni venivano poi ricalcati sulla parete probabilmente tramite l'uso di carta trasparente (oleata o cerata) venendo a realizzare la sinopia, ritoccata dal maestro, che a seconda dell'autore poteva essere molto schematica o molto dettagliata.
Poteva anche capitare che un maestro facesse un disegno e poi lo desse a qualcun altro per realizzarlo: è il caso di quanto Vasari riporta nelle Vite quando descrive come Andrea Pisano avesse ricevuto un disegno bellissimo da Giotto per realizzare la decorazione scultorea della porta del Campanile di Santa Maria del Fiore. Di tali pratiche non abbiamo molta documentazione, ma pare ragionevole che fossero abitualmente diffuse: per esempio solo recentemente si è scoperto come per gli affreschi del Palazzo Trinci a Foligno fosse stato pagato Gentile da Fabriano, un'ipotesi già formulata da alcuni storici dell'arte guardando alla composizione generale delle pitture, ma seguita da grandi perplessità riguardo alla piuttosto mediocre tecnica pittorica usata, spiegabile con la creazione dei soli disegni da parte del maestro. Oppure si ha un documento dove Alesso Baldovinetti è incaricato dall'Opera del Duomo di Firenze di creare un disegno per un ritratto di Dante con la Divina Commedia per Domenico di Michelino, che creò il celebre affresco nella navata di Santa Maria del Fiore.
In questi termini il concetto di autografia e di attribuzione in senso moderno escono piuttosto stravolti e rendono necessaria la presa di coscienza di un alto livello di collaborazione e compenetrazione tra maestri, come talvolta si è cercato di negare in ragione di una più semplicistica interpretazione univoca delle opere.

## La serializzazione: l'uso di "patroni"
Il problema della normalizzazione si risolveva talvolta anche grazie all'uso di particolari artifici, dei quali solo recentemente si è accertata l'esistenza. Nei documenti di archivio fra il Tre e il Quattrocento si trova spesso la menzione dei cosiddetti patrones, che sono stati interpretati come figure sagomate e disegni su carta oleata o cerata (resa quindi trasparente) che facessero da guida nella realizzazione di vari elementi quali figure umane, elementi architettonici modulari, partiti decorativi, eccetera. Si hanno varie menzioni in tutta Europa di questi "patroni" dall'Inghilterra alla Francia all'Italia, dove nei documenti si ordinano materiali per realizzarli o si assumono manovali per crearli.
Cennino Cennini e alcuni ricettari dedicano capitoli alla creazione della carta oleata trasparente. In almeno due occasioni inoltre furono scoperti durante alcuni lavori di restauro dei fogli di carta sagomata antichi lasciati in buche pontaie (nell'Abbazia di Pomposa e nel Cappellone di San Nicola a Tolentino tra il 1959 e il 1964), anche se il mancato riconoscimento del valore dei reperti ha fatto sì che andassero dispersi: si doveva trattare infatti, in antico come all'epoca dei ritrovamenti, di oggetti privi di un qualsiasi appeal artistico, strumenti d'uso soggetti a un automatico deterioramento per logorio durante i lavori.
Proprio facendo dei rilievi sugli affreschi di Assisi si è potuto vedere come esistano dei dettagli di alcune figure umane di proporzioni esattamente identiche, con variazioni però nell'inclinazione e talvolta con un ribaltamento recto-verso, che si spiega solo o con l'uso di compassi e precise misurazione o con l'utilizzo di sagome trasparenti. Esiste una figura di guerriero e una di pastore i cui elementi (veste superiore, panneggio della veste che copre le gambe, braccia e gambe stesse) sono identici nelle dimensioni ma ruotati in varia maniera così da ottenere due figure ben diverse.